# Коснары
Косна́ры (чув. Куснар) — деревня в Чебоксарском районе Чувашской Республики. Входит в состав Шинерпосинского сельского поселения.

## География
Находится в северной части Чувашии на расстоянии приблизительно 5 км на восток-юго-восток по прямой от районного центра поселка Кугеси.

## История
Известна с 1858 года как Коснар, околоток села Абашево с 286 жителями. В 1897 году было учтено 396 жителей, в 1926 (тогда отдельно учтены были Большие Коснары и Малые Коснары) — 91 двор, 411 жителей, в 1939—397 жителей, в 1979—199. В 2002 году было 89 дворов, в 2010 — 96 домохозяйств. В период коллективизации был образован колхоз «Кормилец», в 2010 году действовало ОАО «Гвардеец».

## Население
Постоянное население составляло 246 человек (чуваши 96 %) в 2002 году, 277 в 2010.